# Lekkoatletyka na Letniej Uniwersjadzie 1993
Lekkoatletyka na Letniej Uniwersjadzie 1993 – zawody lekkoatletyczne rozegrane na University at Buffalo Stadium w Buffalo w lipcu 1993 roku. Reprezentanci Polski zdobyli trzy medale, wszystkie złote.

## Rezultaty

### Mężczyźni
| Konkurencja                   | Złoto                                                                            | Wynik    | Srebro                                                                       | Wynik    | Brąz                                                              | Wynik    |
| Bieg na 100 m                 | Daniel Effiong                                                                   | 10,07 w  | Sam Jefferson                                                                | 10,13 w  | Glenroy Gilbert                                                   | 10,14 w  |
| Bieg na 200 m                 | Bryan Bridgewater                                                                | 20,14 w  | Chris Nelloms                                                                | 20,17 w  | Iván García                                                       | 20,55 w  |
| Bieg na 400 m                 | Ibrahim Hassan                                                                   | 45,87    | Evon Clarke                                                                  | 46,27    | Danny McFarlane                                                   | 46,60    |
| Bieg na 800 m                 | Marko Koers                                                                      | 1:48,57  | Oleg Stiepanow                                                               | 1:49,50  | Nico Motchebon                                                    | 1:49,52  |
| Bieg na 1500 m                | Abdelkader Chékhémani                                                            | 3:46,32  | Bill Burke                                                                   | 3:46,33  | Gary Lough                                                        | 3:46,77  |
| Bieg na 5000 m                | Khalid Khannouchi                                                                | 14:05,33 | Siergiej Fiedotow                                                            | 14:06,15 | Toshinari Takaoka                                                 | 14:06,21 |
| Bieg na 10 000 m              | Antonio Serrano                                                                  | 28:16,16 | Yasuyuki Watanabe                                                            | 28:17,26 | Vincenzo Modica                                                   | 28:17,73 |
| Maraton                       | Kennedy Manyisa                                                                  | 2:12:19  | Kim Wan-gi                                                                   | 2:15:35  | Hyung Jae-young                                                   | 2:15,53  |
| Bieg na 110 m przez płotki    | Dietmar Koszewski                                                                | 13,48    | Glenn Terry                                                                  | 13,58    | Stelios Bisbas                                                    | 13,72    |
| Bieg na 400 m przez płotki    | Derrick Adkins                                                                   | 49,35    | Yoshihiko Saito                                                              | 49,61    | Dusán Kovács                                                      | 50,12    |
| Bieg na 3000 m z przeszkodami | Michael Buchleitner                                                              | 8:30,82  | Władimir Pronin                                                              | 8:32,03  | Bizuneh Yae Tura                                                  | 8:32,07  |
| Sztafeta 4 × 100 m            | Stany Zjednoczone · Bryan Bridgewater · David Oaks · Tony Miller · Sam Jefferson | 38,65    | Japonia · Satoru Inoue · Tatsuo Sugimoto · Hideaki Miyata · Hisatsugu Suzuki | 38,97    | Kuba · Joel Isasi · Joel Lamela · Jorge Aguilera · Iván García    | 39,20    |
| Sztafeta 4 × 400 m            | Stany Zjednoczone · Chris Jones · Aaron Payne · Kevin Lyles · Scott Turner       | 3:02,34  | Japonia · Shigekazu Omori · Seiji Inagaki · Yoshihiko Saito · Masayoshi Kan  | 3:03,21  | Węgry · Dávid Somfai · Dusán Kovács · László Kiss · Miklos Arpasi | 3:04,27  |
| Chód na 20 km                 | Robert Korzeniowski                                                              | 1:22:01  | Daniel García                                                                | 1:22:58  | Bernardo Segura                                                   | 1:25,09  |
| Skok wzwyż                    | Tony Barton                                                                      | 2,30     | Stevan Zorić                                                                 | 2,30     | Arturo Ortiz Rusłan Stipanow                                      | 2,27     |
| Skok o tyczce                 | István Bagyula                                                                   | 5,70     | Alberto Giacchetto                                                           | 5,60     | Jean Galfione                                                     | 5,60     |
| Skok w dal                    | Kareem Streete-Thompson                                                          | 8,22 w   | Obinna Eregbu                                                                | 8,18     | Witalij Kyryłenko                                                 | 8,04     |
| Trójskok                      | Tosi Fasinro                                                                     | 16,91 w  | Oleg Sakirkin                                                                | 16,89    | Julian Golley                                                     | 16,72 w  |
| Pchnięcie kulą                | Ołeksandr Kłymenko                                                               | 19,72    | Paolo Dal Soglio                                                             | 19,64    | Chris Volgenau                                                    | 19,54    |
| Rzut dyskiem                  | Alexis Elizalde                                                                  | 62,98    | Adewale Olukoju                                                              | 62,96    | Nick Sweeney                                                      | 62,52    |
| Rzut młotem                   | Wadim Kolesnik                                                                   | 77,00    | Balázs Kiss                                                                  | 76,88    | Christophe Épalle                                                 | 76,80    |
| Rzut oszczepem                | Louis Fouché                                                                     | 79,64    | Ed Kaminski                                                                  | 77,52    | Mika Parviainen                                                   | 77,14    |
| Dziesięciobój                 | Sébastien Levicq                                                                 | 7874 pkt | Indrek Kaseorg                                                               | 7864 pkt | Darrin Steele                                                     | 7653 pkt |

### Kobiety
| Konkurencja                | Złoto                                                                                    |          | Srebro                                                                  |          | Brąz                                                                               |          |
| Bieg na 100 m              | Dahlia Duhaney                                                                           | 11,56    | Liliana Allen                                                           | 11,57    | Beatrice Utondu                                                                    | 11,59    |
| Bieg na 200 m              | Flirtisha Harris                                                                         | 22,56 w  | Dahlia Duhaney                                                          | 22,79 w  | Wang Huei-chen                                                                     | 22,80 w  |
| Bieg na 400 m              | Michelle Collins                                                                         | 52,01    | Youlanda Warren                                                         | 52,18    | Nancy McLeón                                                                       | 52,84    |
| Bieg na 800 m              | Amy Wickus                                                                               | 2:03,72  | Inez Turner                                                             | 2:04,14  | Daniela Antipov                                                                    | 2:04,75  |
| Bieg na 1500 m             | Lynne Robinson                                                                           | 4:12,03  | Julie Speights                                                          | 4:12,43  | Sarah Howell                                                                       | 4:13,30  |
| Bieg na 3000 m             | Clare Eichner                                                                            | 9:04,32  | Iulia Ionescu                                                           | 9:05,10  | Rosalind Taylor                                                                    | 9:06,25  |
| Bieg na 10 000 m           | Iulia Negură                                                                             | 32:22,99 | Suzana Ćirić                                                            | 32:26,68 | Alina Tecuță                                                                       | 32:29,18 |
| Maraton                    | Noriko Kawaguchi                                                                         | 2:37:41  | Franca Fiacconi                                                         | 2:38:44  | Nao Otani                                                                          | 2:40:17  |
| Bieg na 100 m przez płotki | Dawn Bowles                                                                              | 13,16    | Marsha Guialdo                                                          | 13,24    | Nicole Ramalalanirina                                                              | 13,28    |
| Bieg na 400 m przez płotki | Heike Meißner                                                                            | 56,10    | Debbie-Ann Parris                                                       | 56,11    | Trevaia Williams                                                                   | 56,57    |
| Sztafeta 4 × 100 m         | Stany Zjednoczone · Crystal Braddock · Cheryl Taplin · Flirtisha Harris · Chryste Gaines | 43,37    | Nigeria · Mary Tombiri · Faith Idehen · Christy Opara · Beatrice Utondu | 44,25    | Kanada · Keturah Anderson · Dionne Wright · Dena Burrows · France Gareau           | 45,20    |
| Sztafeta 4 × 400 m         | Stany Zjednoczone · Crystal Irving · Maicel Malone · Youlanda Warren · Michelle Collins  | 3:26,18  | Kuba · Nancy McLeón · Yudalis Limonta · Idalmis Bonne · Oraidis Ramirez | 3:28,95  | Nigeria · Onyinye Chikezie · Omotayo Akinremi · Olabisi Afolabi · Omolade Akinremi | 3:34,97  |
| Chód na 10 000 m           | Long Yuwen                                                                               | 46:16,75 | Olha Łeonenko                                                           | 46:18,40 | Łarisa Ramazanowa                                                                  | 46:18,58 |
| Skok wzwyż                 | Tanya Hughes                                                                             | 1,95     | Nelė Žilinskienė                                                        | 1,95     | Łarysa Hryhorenko                                                                  | 1,95     |
| Skok w dal                 | Mirela Dulgheru                                                                          | 6,69 w   | Vanessa Monar-Enweani                                                   | 6,57 w   | Daphne Saunders                                                                    | 6,53     |
| Trójskok                   | Niurka Montalvo                                                                          | 14,16 w  | Šárka Kašpárková                                                        | 14,00 w  | Monica Toth                                                                        | 13,96 w  |
| Pchnięcie kulą             | Zhou Tianhua                                                                             | 19,17    | Belsy Laza                                                              | 18,48    | Katrin Koch                                                                        | 16,70    |
| Rzut dyskiem               | Renata Katewicz                                                                          | 62,40    | Jackie McKernan                                                         | 60,72    | Anja Gündler                                                                       | 60,56    |
| Rzut oszczepem             | Lee Young-sun                                                                            | 58,62    | Tanja Damaske                                                           | 57,68    | Valerie Tulloch                                                                    | 56,52    |
| Siedmiobój                 | Urszula Włodarczyk                                                                       | 6127     | Birgit Gautzsch                                                         | 5934 pkt | Kelly Blair                                                                        | 5926 pkt |